# Walckenaeria katanda
Walckenaeria katanda là một loài nhện trong họ Linyphiidae.
Loài này thuộc chi Walckenaeria. Walckenaeria katanda được Yuri M. Marusik, Heikki Hippa & Koponen miêu tả năm 1996.